# Populus cathayana
Populus cathayana är en videväxtart som beskrevs av Alfred Rehder. Populus cathayana ingår i släktet popplar, och familjen videväxter.

## Underarter
Arten delas in i följande underarter:
- P. c. latifolia
- P. c. pedicellata